# Ronda 9 de GP2 Series de 2011
A Nona e Última Rodada da Temporada da GP2 Series de 2011 aconteceu em Monza, na Itália. Aconteceu entre 26 e 28 de agosto. A Primeira Corrida foi vencida pelo alemão Christian Vietoris e a segunda pelo italiano Luca Filippi. Nesta rodada, a Barwa Addax Team foi confirmada como campeã entre os construtores da GP2. O Campeão dos pilotos, Romain Grosjean, já havia garantido o título na rodada anterior, na Bélgica.

## Classificatória
| Pos | No. | Piloto              | Time                    | Tempo    | Grid |
| --- | --- | ------------------- | ----------------------- | -------- | ---- |
| 1   | 3   | Charles Pic         | Barwa Addax Team        | 1:32.349 | 1    |
| 2   | 19  | Luca Filippi        | Scuderia Coloni         | 1:32.460 | 2    |
| 3   | 1   | Fabio Leimer        | Rapax                   | 1:32.485 | 3    |
| 4   | 25  | Álvaro Parente      | Carlin                  | 1:32.600 | 4    |
| 5   | 11  | Romain Grosjean     | DAMS                    | 1:32.630 | 5    |
| 6   | 7   | Dani Clos           | Racing Engineering      | 1:32.684 | 6    |
| 7   | 8   | Christian Vietoris  | Racing Engineering      | 1:32.727 | 7    |
| 8   | 17  | Adam Carroll        | Super Nova Racing       | 1:32.761 | 8    |
| 9   | 9   | Sam Bird            | iSport International    | 1:32.801 | 9    |
| 10  | 24  | Max Chilton         | Carlin                  | 1:32.811 | 10   |
| 11  | 15  | Jolyon Palmer       | Arden International     | 1:32.848 | 11   |
| 12  | 14  | Josef Král          | Arden International     | 1:32.858 | 12   |
| 13  | 18  | Michael Herck       | Scuderia Coloni         | 1:32.865 | 13   |
| 14  | 27  | Davide Valsecchi    | Caterham Team AirAsia   | 1:33.019 | 14   |
| 15  | 10  | Marcus Ericsson     | iSport International    | 1:33.121 | 15   |
| 16  | 20  | Rodolfo González    | Trident Racing          | 1:33.129 | 16   |
| 17  | 22  | Brendon Hartley     | Ocean Racing Technology | 1:33.183 | 17   |
| 18  | 26  | Luiz Razia          | Caterham Team AirAsia   | 1:33.206 | 18   |
| 19  | 5   | Jules Bianchi       | Lotus ART               | 1:33.293 | 19   |
| 20  | 4   | Giedo van der Garde | Barwa Addax Team        | 1:33.297 | 20   |
| 21  | 16  | Fairuz Fauzy        | Super Nova Racing       | 1:33.452 | 21   |
| 22  | 23  | Johnny Cecotto, Jr. | Ocean Racing Technology | 1:33.571 | 22   |
| 23  | 2   | Julián Leal         | Rapax                   | 1:33.646 | 23   |
| 24  | 21  | Stéphane Richelmi   | Trident Racing          | 1:34.150 | 24   |
| 25  | 6   | Esteban Gutiérrez   | Lotus ART               | 1:35.228 | 25   |
|     | 12  | Pål Varhaug         | DAMS                    | 1:39.190 | 26   |

## Primeira Corrida
| Pos                                                                   | No. | Piloto              | Time                    | Voltas | Tempo            | Grid | Pontos |
| --------------------------------------------------------------------- | --- | ------------------- | ----------------------- | ------ | ---------------- | ---- | ------ |
| 1                                                                     | 19  | Luca Filippi        | Scuderia Coloni         | 30     | 47:47.704        | 2    | 10+1   |
| 2                                                                     | 3   | Charles Pic         | Barwa Addax Team        | 30     | +5.627           | 1    | 8+2    |
| 3                                                                     | 11  | Romain Grosjean     | DAMS                    | 30     | +6.214           | 5    | 6      |
| 4                                                                     | 9   | Sam Bird            | iSport International    | 30     | +9.992           | 9    | 5      |
| 5                                                                     | 17  | Adam Carroll        | Super Nova Racing       | 30     | +14.904          | 8    | 4      |
| 6                                                                     | 8   | Christian Vietoris  | Racing Engineering      | 30     | +16.710          | 7    | 3      |
| 7                                                                     | 1   | Fabio Leimer        | Rapax                   | 30     | +18.058          | 3    | 2      |
| 8                                                                     | 5   | Jules Bianchi       | Lotus ART               | 30     | +22.787          | 19   | 1      |
| 9                                                                     | 6   | Esteban Gutiérrez   | Lotus ART               | 30     | +28.444          | 25   |        |
| 10                                                                    | 26  | Luiz Razia          | Caterham Team AirAsia   | 30     | +31.661          | 18   |        |
| 11                                                                    | 12  | Pål Varhaug         | DAMS                    | 30     | +36.000          | 26   |        |
| 12                                                                    | 25  | Álvaro Parente      | Carlin                  | 30     | +44.096          | 4    |        |
| 13                                                                    | 7   | Dani Clos           | Racing Engineering      | 30     | +46.877          | 6    |        |
| 14                                                                    | 10  | Marcus Ericsson     | iSport International    | 30     | +49.690          | 15   |        |
| 15                                                                    | 21  | Stéphane Richelmi   | Trident Racing          | 30     | +50.876          | 24   |        |
| 16                                                                    | 2   | Julián Leal         | Rapax                   | 30     | +58.003          | 23   |        |
| 17                                                                    | 23  | Johnny Cecotto, Jr. | Ocean Racing Technology | 30     | +1:06.275        | 22   |        |
| 18                                                                    | 16  | Fairuz Fauzy        | Super Nova Racing       | 30     | +1:10.221        | 21   |        |
| 19                                                                    | 20  | Rodolfo González    | Trident Racing          | 30     | +1:20.119        | 16   |        |
| 20                                                                    | 27  | Davide Valsecchi    | Caterham Team AirAsia   | 29     | +1 lap           | 14   |        |
| 21                                                                    | 4   | Giedo van der Garde | Barwa Addax Team        | 29     | +1 lap           | 20   |        |
| 22                                                                    | 22  | Brendon Hartley     | Ocean Racing Technology | 29     | +1 lap           | 17   |        |
| Ret                                                                   | 24  | Max Chilton         | Carlin                  | 2      | Collision damage | 10   |        |
| Ret                                                                   | 14  | Josef Král          | Arden International     | 1      | Collision        | 12   |        |
| Ret                                                                   | 15  | Jolyon Palmer       | Arden International     | 1      | Collision        | 11   |        |
| Ret                                                                   | 18  | Michael Herck       | Scuderia Coloni         | 1      | Collision        | 13   |        |
| volta mais rápida: Luca Filippi (Scuderia Coloni) 1:33.367 (volta 27) |     |                     |                         |        |                  |      |        |

## Segunda Corrida
| Pos                                                                   | No. | Piloto              | Time                    | Voltas | Tempo       | Grid | Pontos |
| --------------------------------------------------------------------- | --- | ------------------- | ----------------------- | ------ | ----------- | ---- | ------ |
| 1                                                                     | 8   | Christian Vietoris  | Racing Engineering      | 21     | 32:51.770   | 3    | 6      |
| 2                                                                     | 1   | Fabio Leimer        | Rapax                   | 21     | +0.730      | 2    | 5      |
| 3                                                                     | 5   | Jules Bianchi       | Lotus ART               | 21     | +2.851      | 1    | 4      |
| 4                                                                     | 9   | Sam Bird            | iSport International    | 21     | +3.556      | 5    | 3      |
| 5                                                                     | 19  | Luca Filippi        | Scuderia Coloni         | 21     | +4.010      | 8    | 2+1    |
| 6                                                                     | 6   | Esteban Gutiérrez   | Lotus ART               | 21     | +10.957     | 9    | 1      |
| 7                                                                     | 7   | Dani Clos           | Racing Engineering      | 21     | +11.584     | 13   |        |
| 8                                                                     | 10  | Marcus Ericsson     | iSport International    | 21     | +16.079     | 14   |        |
| 9                                                                     | 26  | Luiz Razia          | Caterham Team AirAsia   | 21     | +17.619     | 10   |        |
| 10                                                                    | 12  | Pål Varhaug         | DAMS                    | 21     | +19.814     | 11   |        |
| 11                                                                    | 17  | Adam Carroll        | Super Nova Racing       | 21     | +22.136     | 4    |        |
| 12                                                                    | 25  | Álvaro Parente      | Carlin                  | 21     | +22.617     | 12   |        |
| 13                                                                    | 4   | Giedo van der Garde | Barwa Addax Team        | 21     | +22.966     | 21   |        |
| 14                                                                    | 21  | Stéphane Richelmi   | Trident Racing          | 21     | +24.538     | 15   |        |
| 15                                                                    | 23  | Johnny Cecotto, Jr. | Ocean Racing Technology | 21     | +35.241     | 17   |        |
| 16                                                                    | 20  | Rodolfo González    | Trident Racing          | 21     | +35.408     | 19   |        |
| 17                                                                    | 14  | Josef Král          | Arden International     | 21     | +35.681     | 24   |        |
| 18                                                                    | 24  | Max Chilton         | Carlin                  | 21     | +36.244     | 23   |        |
| 19                                                                    | 15  | Jolyon Palmer       | Arden International     | 19     | +37.728     | 25   |        |
| 20                                                                    | 22  | Brendon Hartley     | Ocean Racing Technology | 21     | +1:23.392   | 22   |        |
| 21                                                                    | 11  | Romain Grosjean     | DAMS                    | 19     | +2 laps     | 6    |        |
| Ret                                                                   | 27  | Davide Valsecchi    | Caterham Team AirAsia   | 12     | Spun off    | 20   |        |
| Ret                                                                   | 2   | Julián Leal         | Rapax                   | 0      | Accident    | 16   |        |
| Ret                                                                   | 3   | Charles Pic         | Barwa Addax Team        | 0      | Collision   | 7    |        |
| DNS                                                                   | 16  | Fairuz Fauzy        | Super Nova Racing       | 0      | Not started | 18   |        |
| DNS                                                                   | 18  | Michael Herck       | Scuderia Coloni         |        | Injury      | 1    |        |
| volta mais rápida: Luca Filippi (Scuderia Coloni) 1:32.567 (volta 18) |     |                     |                         |        |             |      |        |

## Classificação Final (5 melhores)
| Pos | Pilotos             | Pontos |
| --- | ------------------- | ------ |
| 1   | Romain Grosjean     | 83     |
| 2   | Luca Filippi        | 54     |
| 3   | Jules Bianchi       | 53     |
| 4   | Charles Pic         | 52     |
| 5   | Giedo van der Garde | 49     |

| Pos | Time                 | Pontos |
| --- | -------------------- | ------ |
| 1   | Barwa Addax Team     | 101    |
| 2   | DAMS                 | 89     |
| 3   | Racing Engineering   | 75     |
| 4   | iSport International | 70     |
| 5   | Lotus ART            | 68     |